# Arbogóralek szary
Arbogóralek szary (Dendrohyrax dorsalis) – gatunek ssaka z rodziny góralkowatych (Procaviidae). Jest zwierzęciem o podobnej do innych góralkowatych budowie. Średnia masa ciała wynosi 3 kg. Gatunek ten przypomina masą i kształtem ciała dużego królika. Posiada gęstą i miękką sierść o kolorze szarym lub przechodzącym w brąz. Na grzbiecie znajduje się charakterystyczna plama o jaśniejszym zabarwieniu – okolice gruczołu grzbietowego.

## Taksonomia
Gatunek po raz pierwszy zgodnie z zasadami nazewnictwa binominalnego opisał w 1855 roku brytyjski zoolog Louis Fraser, nadając mu nazwę Hyrax dorsalis. Miejsce typowe to wyspa Bioko, Gwinea Równikowa. Holotyp to dorosły samiec (sygnatura BMNH 1858.3.5.1) ze zbiorów Muzeum Historii Naturalnej w Londynie.
Różnice w nawoływaniach poszczególnych podgatunków sugerują, że poszczególne populacje używają trzech odrębnych dialektów na Wybrzeżu Kości Słoniowej, Kamerunie i wyspie Bioko oraz Gabonie. Na podstawie taksonomii innych ssaków leśnych, które wykazują podziały na poziomie gatunku z Dahomey Gap i Eastern Highlands, najprawdopodobniej możliwe są do rozróżnienia odmienne genetycznie podgatunki. Potrzebne są dalsze badania na temat genetyki, anatomii, zachowania i bioakustyki, aby wyjaśnić podział na poziomie podgatunków.
Tradycyjnie rozpoznano sześć podgatunków. Podstawowe dane taksonomiczne podgatunków (oprócz nominatywnego) przedstawia poniższa tabelka:
| Podgatunek       | Oryginalna nazwa               | Autor i rok opisu | Miejsce typowe                                                    | Holotyp |
| ---------------- | ------------------------------ | ----------------- | ----------------------------------------------------------------- | --- |
| D. d. emini      | Dendrohyrax Emini              | O. Thomas, 1887   | Tingasi, Monbuttu, Demokratyczna Republika Konga.                 | Osobnik (sygnatura BMNH 1887.12.1.101) ze zbiorów Muzeum Historii Naturalnej w Londynie; okaz zebrany przez Mehmeda Emina Paszę.   |
| D. d. latrator   | Procavia emini latrator        | O. Thomas, 1910   | Batempa, górny bieg rzeki Sankuru, Demokratyczna Republika Konga. | Samica (sygnatura BMNH 1909.12.12.10) ze zbiorów Muzeum Historii Naturalnej w Londynie; okaz zebrany przez Emila Tordaya.          |
| D. d. marmota    | Procavia (Dendrohyrax) marmota | O. Thomas, 1901   | Mengo, na północ od Entebbe, Uganda.                              | Młodociana samica (sygnatura BMNH 1901.8.9.42) ze zbiorów Muzeum Historii Naturalnej w Londynie; okaz zebrany 8 grudnia 1900 roku. |
| D. d. nigricans  | Hyrax nigricans                | W. Peters, 1879   | Chinchoxo, na północ od ujścia rzeki Kongo, Kabinda, Angola.      | Młodociana samica. |
| D. d. sylvestris | Hyrax sylvestris               | Temminck, 1853    | Ghana.                                                            | Skóra i czaszka. |

### Etymologia
- Dendrohyrax: gr. δενδρον dendron ‘drzewo’; rodzaj Hyrax Hermann, 1783 (góralek)[25].
- dorsalis: łac. dorsalis (prawidłowo dorsualis) ‘grzbietowy, z tyłu’, od dorsum ‘grzbiet, tył’[26].
- emini: Mehmed Emin Bey, później Emin Pasza, nazwisko które przybrał dr Eduard Carl Oscar Theodor Schnitzer (1840–1892), niemiecki administrator w służbie osmańskiej, Pasza Ekwatorii, w Sudanie Egipskim w latach 1878–1889, lekarz, przyrodnik, kolekcjoner, zamordowany przez arabskich handlarzy niewolników[27][28].
- latrator: łac. latrator ‘szczekający’, od latrare ‘szczekać’[29].
- marmota: fr. marmotte ‘świstak’, od łac. Mus montis ‘mysz górska’; w aluzji do wyglądu przypominającego świastaka[30].
- nigricans: łac. nigricans, nigricantis ‘czarniawy, ciemnolicy’, od nigrare ‘być czarnym’, od niger ‘czarny’[31].
- sylvestris: łac. silvestris ‘z lasu, leśny, dziki’, od silva ‘lesisty teren, las’[32].

## Zasięg występowania
Arbogóralek szary występuje w zależności od podgatunku:
- D. dorsalis dorsalis – Bioko.
- D. dorsalis emini – północna i wschodnia Demokratyczna Republika Konga.
- D. dorsalis latrator – środkowa Demokratyczna Republika Konga.
- D. dorsalis marmota – zalesione wyspy Ugandy.
- D. dorsalis nigricans – Nigeria do prawego brzegu rzeki Kongo.
- D. dorsalis sylvestris – zachodnia Afryka.

Informacje o rozmieszczeniu tego taksonu są nadal niekompletne; występuje również w południowej Republice Środkowoafrykańskiej i południowo-zachodnim Sudanie Południowym, ale przynależność podgatunkowa tych populacji wciąż wymaga potwierdzenia.

## Morfologia
Długość ciała 44–57 cm; masa ciała 1,8–4,5 kg. Wzór zębowy: I {\displaystyle {\tfrac {1}{2}}} C {\displaystyle {\tfrac {0}{0}}} P {\displaystyle {\tfrac {4}{4}}} M {\displaystyle {\tfrac {3}{3}}}  (x2) = 34.

## Odżywianie i biotop
Żywi się liśćmi, pędami, owocami, nie gardzi owadami. W odróżnieniu od góralka skalnego, arbogóralek szary żeruje w nocy. Jest z natury samotnikiem. W ciągu dnia śpi w konarach drzew, ukrywając się pośród liści przed polującymi na niego drapieżnikami. Wieczorem i wczesnym rankiem wydaje głośne pohukiwania. Ciąża trwa około 7 miesięcy. Samica rodzi dwa lub jedno młode w miocie.
Zamieszkuje wilgotne subtropikalne i tropikalne lasy, wilgotne sawanny, tereny skaliste, zarówno równiny, jak i góry.

## Status zagrożenia i ochrona
IUCN uznaje arbogóralka szarego za gatunek najmniejszej troski (LC – ang. least concern). Dendrohyrax dorsalis występuje w wielu siedliskach na terenach znajdujących się pod ochroną – parki narodowe i rezerwaty przyrody. Człowiek ciągle jeszcze niszczy lasy stanowiące naturalne miejsce występowania. Na gatunek ten polują ludzie dla mięsa i futra. Liczebność i gęstość występowania jest wciąż słabo udokumentowana.